# مايكل فريدمان
مايكل فريدمان (بالإنجليزية: Michael Freedman)‏ هو عالم أمريكي في مجال رياضيات وفيزياء المواد المكثفة ولد في 21 أبريل 1951 في لوس أنجلوس، كاليفورنيا، الولايات المتحدة، اشتهر بعمله في حدسية بوانكاريه حائز على جائزة قلادة العلوم الوطنية الأمريكية.

## وصلات خارجية
- الموقع الرسمي لجائزة قلادة العلوم الوطنية الأمريكية